# The Hearts of Age
The Hearts of Age és un curtmetratge mut de 8 minuts dirigit per Orson Welles el 1934. És la primera pel·lícula coneguda d'Orson Welles, que té com a protagonista la seva futura dona Virginia Nicholson, fou rodada a la Todd School després de la seva tornada d'Irlanda.
Anys després de realitzar-se Welles la considerava un film una imitació dels inicis surrealistes de Luis Buñuel i Jean Cocteau i no la considera una obra cinematogràfica seriosa.

## Trama
La pel·lícula conta de manera fosca un conte de Halloween, una mena de dansa de la Mort amb una utilització marcada del maquillatge i de màscares al voltant de la mort, del dimoni, del bruixot i de la campana de l'escola.

## Casting
- Orson Welles com a mort
- Virginia Nicolson com a Dona Vella
- William Vance com a India
- Edgerton Paul
- Charles O'Neal

## Fitxa tècnica
- Durada: 8 minuts
- Idioma: Muda
- Color:	Blanc i negre
- Relació d'aspecte: 1.33: 1
- Format: 16 mm

## Distribució
Actualment The Hearts of Age és una pel·lícula casolana que mai va tenir cap mena de llicència de copyright, el film és de domini públic. El film que antigament costava de poder visualitzar és actualment fàcil de veure a canals com el youtube o a diversos extres de pel·lícules en DVD.
El film va ser editat per Kino al seu primer DVD de les sèries dAvant Garde, Avant-Garde: Experimental Cinema of the 1920s and '30s (2 d'agost de 2005, UPC 738329040222).